# 489 Comacina
489 Comacina este un asteroid din centura principală, descoperit pe 2 septembrie 1902, de Luigi Carnera.